# 福建省民族与宗教事务厅
福建省民族与宗教事务厅是中华人民共和国福建省人民政府主管民族与宗教事务的组成部门。

## 组织机构

### 内设机构
1. 办公室
2. 政策法规处
3. 民族经济发展处
4. 民族社会事业处
5. 宗教一处
6. 宗教二处
7. 民间信仰工作处
8. 人事处
9. 机关党委[1]

### 直属事业单位
- 福建省民族研究所
- 福建省宗教研究所 [2]